# Nittendorf
Nittendorf é um município da Alemanha, situado no distrito de Ratisbona, no estado da Baviera. Tem 32,90 km² de área, e sua população em 2019 foi estimada em 9.301 habitantes.